# Festival européen d'athlétisme
Le Festival européen d'athlétisme est une compétition internationale d'athlétisme se déroulant une fois par an en juin au stade Zdzisław-Krzyszkowiak de Bydgoszcz, en Pologne. C'est un des plus récents meetings polonais, né d'abord comme festival européen des relais en 2001, avec une 2e édition en 2002. Il fait partie en 2011 du circuit européen de l'European Outdoor Premium Meetings. Le 3 juin 2011, il en est à sa XIe édition.